# Station Bursztynowo
Station Bursztynowo is een spoorwegstation in de Poolse plaats Bursztynowo.